# Nodachi
Una nodachi (野太刀?) è una spada giapponese a due mani.

## Nome
Il suo nome si traduce approssimativamente come "spada da campo" ma il vocabolo nodachi è utilizzato spesso nelle fonti storiche con la stessa funzione di ōdachi che significa "grande spada". L'uso originario del termine è invece riferito a qualunque tipo di grande spada da battaglia (daitō), incluso il tachi.

## Caratteristiche
Una nodachi ha il medesimo disegno e aspetto generale di una tachi, ma è considerevolmente più lunga, in quanto può raggiungere una lunghezza che varia solitamente da 1,4 m a 1,8 m circa. Molte nodachi presentano una tsuka, o impugnatura, molto più lunga rispetto alla katana semplice, e per questo appaiono esteticamente sproporzionate, tuttavia una nodachi ottimale dovrebbe presentare un rapporto kissaki/tsuka di 4/1.
Le nodachi sono state utilizzate sui campi di battaglia dalla fanteria per contrastare la cavalleria.

## Nella cultura di massa
Oggi le nodachi appaiono in molti videogiochi, manga e anime, benché fossero molto rare storicamente. Ecco una lista di personaggi che ne fanno sfoggio:
- Sephiroth, nel videogioco della Square Enix Final Fantasy VII;
- Tatsumi, nel videogioco Bushido Blade della Squaresoft
- Jin, nel videogioco della Monolith Soft Xenoblade Chronicles 2;
- Sami in I Cinque Samurai;
- Molti personaggi che appartengono all'universo di Bleach;
- Kamina di Tengen Toppa Gurren Lagann;
- Trafalgar Law di One Piece;
- Shimazu Toyohisa in Drifters;
- Shana, la protagonista di Shakugan no Shana, il cui nome deriva dalla sua nodachi, Nietono no Shana;
- Nel videogame Battle Realms Lord Otomo;
- La nodachi appare anche in Inferno e Paradiso;
- Altre comparse della nodachi si hanno nei videogiochi Shogun e Shogun 2 della serie Total War;
- Hakumen di Blazblue;
- La nodachi è anche una delle tre katana presenti nei videogiochi Dark Souls, Dark Souls 2 e Dark Souls 3 assieme a Iaito (nel primo gioco) e a Uchigatana;
- Vergil nel videogame Devil May Cry 3;
- Il Kensei, uno dei personaggi giapponesi presenti in "For Honor", sfoggia un'enorme nodachi come arma personale;
- Kanzaki Kaori, personaggio di Toaru majutsu no index, utilizza una nodachi come arma principale.
- La Nodachi è un tipo di arma utilizzabile nei videogiochi Nioh e Nioh 2.
- Nel videogioco Sekiro: Shadows Die Twice, 3 boss chiamati "ubriaconi" utilizzano una Nodachi, che alternano con tecniche di sumo. Nello stesso gioco, la “Lama mortale”, un’arma ottenibile dal giocatore, è una Nodachi.
- Nel videogioco Kenshi, sviluppato dalla Lo-Fi Games, la nodachi è una delle armi bianche utilizzabili dal giocatore ed è presente in vari siti della mappa di gioco.
- Nel videogioco Shadow Fight 2, una guardia del corpo di nome "Capitano" (la seconda di Shogun, il boss semi-finale del gioco) usa una Nodachi, però inaccessibile al giocatore.
- Kure Raian, personaggio del manga Kengan Omega, utilizza una particolare Nodachi chiamata Otakemaru